# Dave Evans Bicentennial Tree

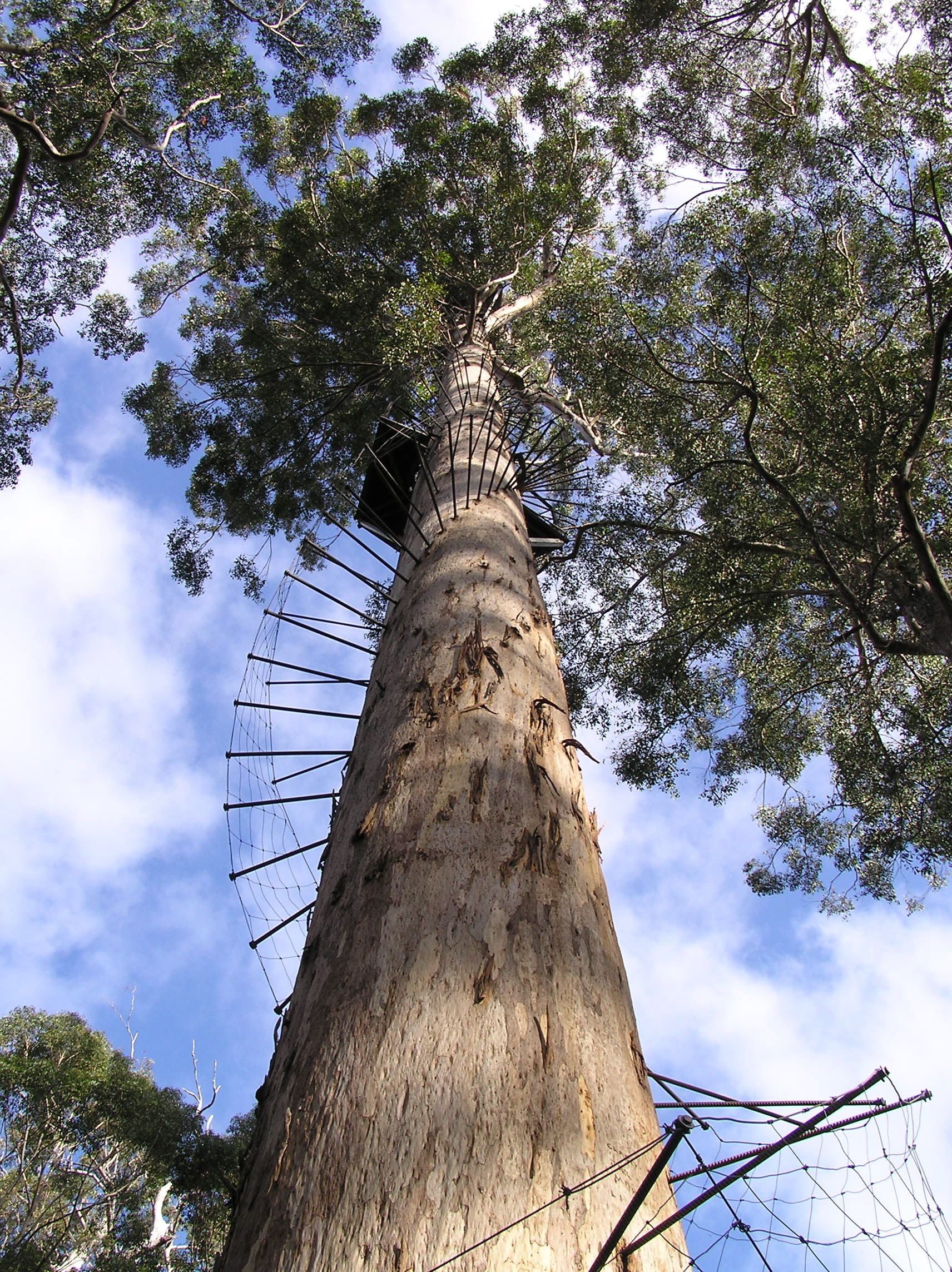

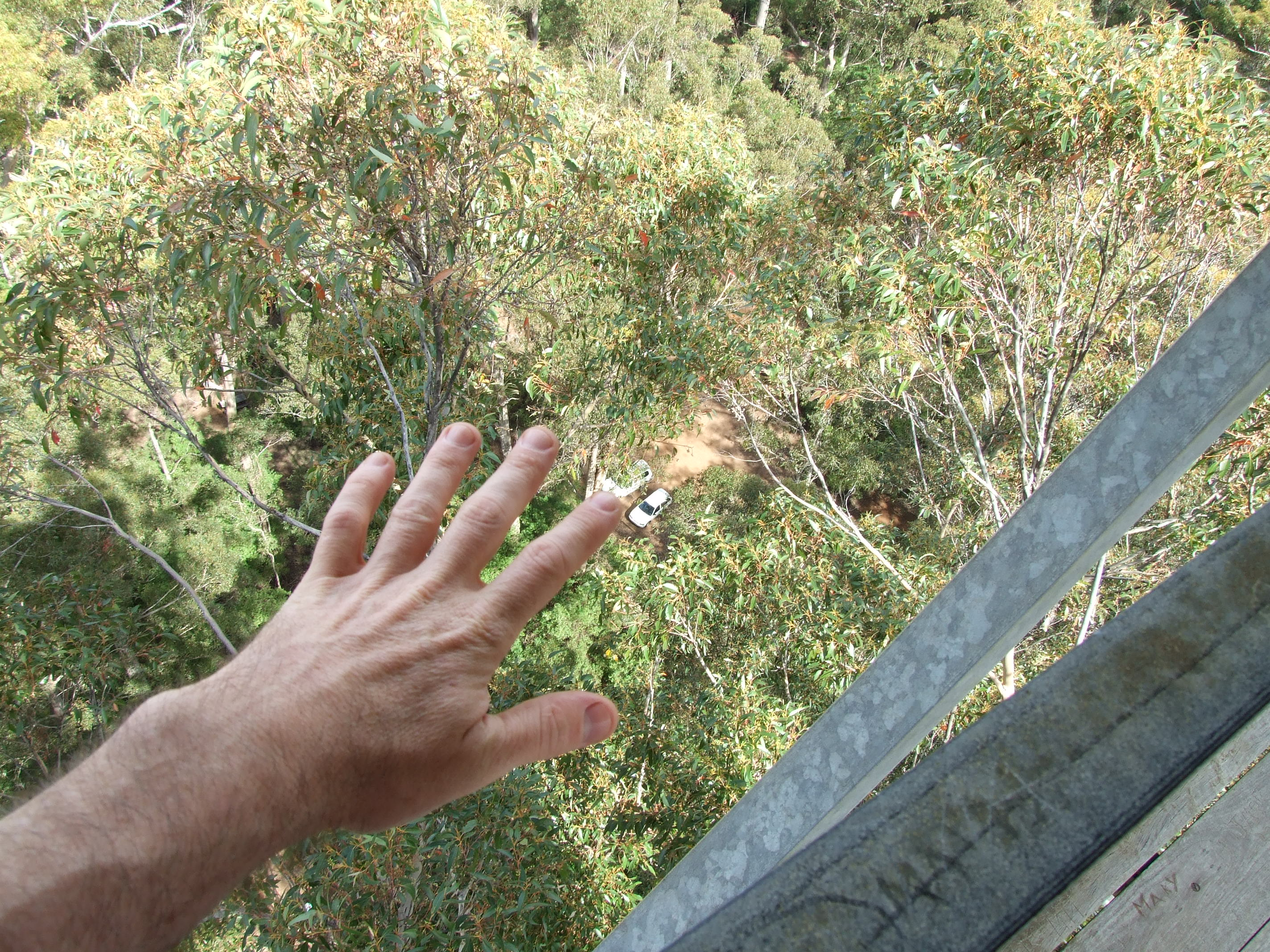
Összehasonlító kép egy ember kezéről, aki fenn tartózkodik a kilátóban és egy odalenn parkoló autóról

A Dave Evans Bicentennial Tree a legmagasabb, korábban tűzfigyelőpontnak használt, ma kilátóként működő fa, amely Nyugat-Ausztráliában található a Warren Nemzeti Parkban. A fa koronájában elhelyezkedő kéttonnás kilátóhely 75 méter magasan van a talaj szintjétől. A fa törzsére 130 darab mászóvasat rögzítettek, hogy megkönnyítsék a feljutást.

## Fordítás
Ez a szócikk részben vagy egészben  a   Dave Evans Bicentennial Tree című angol Wikipédia-szócikk ezen változatának fordításán alapul.  Az eredeti cikk szerkesztőit annak laptörténete sorolja fel. Ez a jelzés csupán a megfogalmazás eredetét és a szerzői jogokat jelzi, nem szolgál a cikkben szereplő információk forrásmegjelöléseként.